# Danh sách tiểu hành tinh: 5501–5600
| Tên               | Tên đầu tiên | Ngày phát hiện       | Nơi phát hiện           | Người phát hiện                                        |
| ----------------- | ------------ | -------------------- | ----------------------- | ------------------------------------------------------ |
| 5501              | 1982 FF2     | 30 tháng 3 năm 1982  | Socorro                 | L. G. Taff                                             |
| 5502 Brashear     | 1984 EC      | 1 tháng 3 năm 1984   | Anderson Mesa           | E. Bowell                                              |
| 5503              | 1985 CE2     | 13 tháng 2 năm 1985  | La Silla                | H. Debehogne                                           |
| 5504 Lanzerotti   | 1985 FC2     | 22 tháng 3 năm 1985  | Anderson Mesa           | E. Bowell                                              |
| 5505 Rundetårn    | 1986 VD1     | 6 tháng 11 năm 1986  | Đài thiên văn Brorfelde | P. Jensen                                              |
| 5506              | 1987 SV11    | 24 tháng 9 năm 1987  | La Silla                | H. Debehogne                                           |
| 5507 Niijima      | 1987 UJ      | 21 tháng 10 năm 1987 | Toyota                  | K. Suzuki, T. Urata                                    |
| 5508 Gomyou       | 1988 EB      | 9 tháng 3 năm 1988   | Oohira                  | W. Kakei, M. Kizawa, T. Urata                          |
| 5509 Rennsteig    | 1988 RD3     | 8 tháng 9 năm 1988   | Tautenburg Observatory  | F. Börngen                                             |
| 5510              | 1988 RF7     | 2 tháng 9 năm 1988   | La Silla                | H. Debehogne                                           |
| 5511 Cloanthus    | 1988 TH1     | 8 tháng 10 năm 1988  | Palomar                 | C. S. Shoemaker, E. M. Shoemaker                       |
| 5512              | 1988 VD7     | 10 tháng 11 năm 1988 | Okutama                 | T. Hioki, N. Kawasato                                  |
| 5513 Yukio        | 1988 WB      | 27 tháng 11 năm 1988 | Oohira                  | W. Kakei, M. Kizawa, T. Urata                          |
| 5514              | 1989 BN1     | 29 tháng 1 năm 1989  | Kleť                    | Z. Vávrová                                             |
| 5515              | 1989 EL1     | 5 tháng 3 năm 1989   | Palomar                 | E. F. Helin                                            |
| 5516 Jawilliamson | 1989 JK      | 2 tháng 5 năm 1989   | Palomar                 | E. F. Helin                                            |
| 5517 Johnerogers  | 1989 LJ      | 4 tháng 6 năm 1989   | Palomar                 | E. F. Helin                                            |
| 5518 Mariobotta   | 1989 YF      | 30 tháng 12 năm 1989 | Chions                  | J. M. Baur                                             |
| 5519 Lellouch     | 1990 QB4     | 23 tháng 8 năm 1990  | Palomar                 | H. E. Holt                                             |
| 5520 Natori       | 1990 RB      | 12 tháng 9 năm 1990  | Oohira                  | T. Urata                                               |
| 5521 Morpurgo     | 1991 PM1     | 15 tháng 8 năm 1991  | Palomar                 | E. F. Helin                                            |
| 5522 De Rop       | 1991 PJ5     | 3 tháng 8 năm 1991   | La Silla                | E. W. Elst                                             |
| 5523 Luminet      | 1991 PH8     | 5 tháng 8 năm 1991   | Palomar                 | H. E. Holt                                             |
| 5524 Lecacheux    | 1991 RA30    | 15 tháng 9 năm 1991  | Palomar                 | H. E. Holt                                             |
| 5525              | 1991 TS4     | 15 tháng 10 năm 1991 | Uenohara                | N. Kawasato                                            |
| 5526 Kenzo        | 1991 UP1     | 18 tháng 10 năm 1991 | Oohira                  | T. Urata                                               |
| 5527              | 1991 UQ3     | 31 tháng 10 năm 1991 | Kushiro                 | S. Ueda, H. Kaneda                                     |
| 5528              | 1992 AJ      | 2 tháng 1 năm 1992   | Kushiro                 | S. Ueda, H. Kaneda                                     |
| 5529 Perry        | 2557 P-L     | 24 tháng 9 năm 1960  | Palomar                 | C. J. van Houten, I. van Houten-Groeneveld, T. Gehrels |
| 5530 Eisinga      | 2835 P-L     | 24 tháng 9 năm 1960  | Palomar                 | C. J. van Houten, I. van Houten-Groeneveld, T. Gehrels |
| 5531 Carolientje  | 1051 T-2     | 29 tháng 9 năm 1973  | Palomar                 | C. J. van Houten, I. van Houten-Groeneveld, T. Gehrels |
| 5532 Ichinohe     | 1932 CY      | 14 tháng 2 năm 1932  | Heidelberg              | K. Reinmuth                                            |
| 5533 Bagrov       | 1935 SC      | 21 tháng 9 năm 1935  | Crimea-Simeis           | P. F. Shajn                                            |
| 5534              | 1941 UN      | 15 tháng 10 năm 1941 | Turku                   | L. Oterma                                              |
| 5535 Annefrank    | 1942 EM      | 23 tháng 3 năm 1942  | Heidelberg              | K. Reinmuth                                            |
| 5536 Honeycutt    | 1955 QN      | 23 tháng 8 năm 1955  | Brooklyn                | Đại học Indiana                                        |
| 5537              | 1964 TA2     | 9 tháng 10 năm 1964  | Nanking                 | Purple Mountain Observatory                            |
| 5538 Luichewoo    | 1964 TU2     | 9 tháng 10 năm 1964  | Nanking                 | Purple Mountain Observatory                            |
| 5539 Limporyen    | 1965 UA1     | 16 tháng 10 năm 1965 | Nanking                 | Purple Mountain Observatory                            |
| 5540 Smirnova     | 1971 QR1     | 30 tháng 8 năm 1971  | Nauchnij                | T. M. Smirnova                                         |
| 5541 Seimei       | 1976 UH16    | 22 tháng 10 năm 1976 | Kiso                    | H. Kosai, K. Hurukawa                                  |
| 5542 Moffatt      | 1978 PT4     | 6 tháng 8 năm 1978   | Bickley                 | Perth Observatory                                      |
| 5543 Sharaf       | 1978 TW2     | 3 tháng 10 năm 1978  | Nauchnij                | N. S. Chernykh                                         |
| 5544 Kazakov      | 1978 TH6     | 2 tháng 10 năm 1978  | Nauchnij                | L. V. Zhuravleva                                       |
| 5545 Makarov      | 1978 VY14    | 1 tháng 11 năm 1978  | Nauchnij                | L. V. Zhuravleva                                       |
| 5546 Salavat      | 1979 YS      | 18 tháng 12 năm 1979 | La Silla                | H. Debehogne                                           |
| 5547 Acadiau      | 1980 LE1     | 11 tháng 6 năm 1980  | Palomar                 | C. S. Shoemaker                                        |
| 5548 Thosharriot  | 1980 TH      | 3 tháng 10 năm 1980  | Kleť                    | Z. Vávrová                                             |
| 5549 Bobstefanik  | 1981 GM1     | 1 tháng 4 năm 1981   | Harvard Observatory     | Harvard Observatory                                    |
| 5550              | 1981 UB1     | 30 tháng 10 năm 1981 | Socorro                 | L. G. Taff                                             |
| 5551 Glikson      | 1982 BJ      | 24 tháng 1 năm 1982  | Palomar                 | C. S. Shoemaker, E. M. Shoemaker                       |
| 5552 Studnička    | 1982 SJ1     | 16 tháng 9 năm 1982  | Kleť                    | A. Mrkos                                               |
| 5553 Chodas       | 1984 CM1     | 6 tháng 2 năm 1984   | Anderson Mesa           | E. Bowell                                              |
| 5554 Keesey       | 1985 TW1     | 15 tháng 10 năm 1985 | Anderson Mesa           | E. Bowell                                              |
| 5555 Wimberly     | 1986 VF5     | 5 tháng 11 năm 1986  | Anderson Mesa           | E. Bowell                                              |
| 5556              | 1988 AL      | 15 tháng 1 năm 1988  | Kushiro                 | S. Ueda, H. Kaneda                                     |
| 5557 Chimikeppuko | 1989 CM1     | 7 tháng 2 năm 1989   | Kitami                  | K. Endate, K. Watanabe                                 |
| 5558              | 1989 WL2     | 24 tháng 11 năm 1989 | Siding Spring           | R. H. McNaught                                         |
| 5559              | 1990 MV      | 27 tháng 6 năm 1990  | Palomar                 | E. F. Helin                                            |
| 5560 Amytis       | 1990 MX      | 27 tháng 6 năm 1990  | Palomar                 | E. F. Helin                                            |
| 5561 Iguchi       | 1991 QD      | 17 tháng 8 năm 1991  | Kiyosato                | S. Otomo                                               |
| 5562              | 1991 VS      | 4 tháng 11 năm 1991  | Kushiro                 | S. Ueda, H. Kaneda                                     |
| 5563              | 1991 VZ1     | 9 tháng 11 năm 1991  | Kushiro                 | S. Ueda, H. Kaneda                                     |
| 5564              | 1991 VH2     | 9 tháng 11 năm 1991  | Kushiro                 | S. Ueda, H. Kaneda                                     |
| 5565 Ukyounodaibu | 1991 VN2     | 10 tháng 11 năm 1991 | Yakiimo                 | A. Natori, T. Urata                                    |
| 5566              | 1991 VY3     | 11 tháng 11 năm 1991 | Kushiro                 | S. Ueda, H. Kaneda                                     |
| 5567 Durisen      | 1953 FK1     | 21 tháng 3 năm 1953  | Brooklyn                | Đại học Indiana                                        |
| 5568 Mufson       | 1953 TS2     | 14 tháng 10 năm 1953 | Brooklyn                | Đại học Indiana                                        |
| 5569 Colby        | 1974 FO      | 22 tháng 3 năm 1974  | Cerro El Roble          | C. Torres                                              |
| 5570 Kirsan       | 1976 GM7     | 4 tháng 4 năm 1976   | Nauchnij                | N. S. Chernykh                                         |
| 5571 Lesliegreen  | 1978 LG      | 1 tháng 6 năm 1978   | La Silla                | K. W. Kamper                                           |
| 5572 Bliskunov    | 1978 SS2     | 16 tháng 9 năm 1978  | Nauchnij                | L. V. Zhuravleva                                       |
| 5573              | 1981 QX      | 24 tháng 8 năm 1981  | Kleť                    | A. Mrkos                                               |
| 5574              | 1984 FS      | 20 tháng 3 năm 1984  | Kleť                    | Z. Vávrová                                             |
| 5575              | 1985 RP2     | 4 tháng 9 năm 1985   | La Silla                | H. Debehogne                                           |
| 5576 Albanese     | 1986 UM1     | 16 tháng 10 năm 1986 | Caussols                | CERGA                                                  |
| 5577 Priestley    | 1986 WQ2     | 21 tháng 11 năm 1986 | Siding Spring           | J. D. Waldron                                          |
| 5578 Takakura     | 1987 BC      | 28 tháng 1 năm 1987  | Ojima                   | T. Niijima, T. Urata                                   |
| 5579 Uhlherr      | 1988 JL      | 11 tháng 5 năm 1988  | Palomar                 | C. S. Shoemaker, E. M. Shoemaker                       |
| 5580 Sharidake    | 1988 RP1     | 10 tháng 9 năm 1988  | Kitami                  | K. Endate, K. Watanabe                                 |
| 5581 Mitsuko      | 1989 CY1     | 10 tháng 2 năm 1989  | Tokushima               | M. Iwamoto, T. Furuta                                  |
| 5582              | 1989 CU8     | 13 tháng 2 năm 1989  | La Silla                | H. Debehogne                                           |
| 5583 Braunerová   | 1989 EY1     | 5 tháng 3 năm 1989   | Kleť                    | A. Mrkos                                               |
| 5584 Izenberg     | 1989 KK      | 31 tháng 5 năm 1989  | Palomar                 | H. E. Holt                                             |
| 5585 Parks        | 1990 MJ      | 28 tháng 6 năm 1990  | Palomar                 | E. F. Helin                                            |
| 5586              | 1990 RE6     | 9 tháng 9 năm 1990   | La Silla                | H. Debehogne                                           |
| 5587              | 1990 SB      | 16 tháng 9 năm 1990  | Palomar                 | H. E. Holt, J. A. Brown                                |
| 5588 Jennabelle   | 1990 SW3     | 23 tháng 9 năm 1990  | Palomar                 | B. Roman                                               |
| 5589 De Meis      | 1990 SD14    | 23 tháng 9 năm 1990  | La Silla                | H. Debehogne                                           |
| 5590              | 1990 VA      | 9 tháng 11 năm 1990  | Kitt Peak               | Spacewatch                                             |
| 5591 Koyo         | 1990 VF2     | 10 tháng 11 năm 1990 | Oohira                  | T. Urata                                               |
| 5592 Oshima       | 1990 VB4     | 14 tháng 11 năm 1990 | Toyota                  | K. Suzuki, T. Urata                                    |
| 5593 Jonsujatha   | 1991 JN1     | 9 tháng 5 năm 1991   | Palomar                 | E. F. Helin                                            |
| 5594 Jimmiller    | 1991 NK1     | 12 tháng 7 năm 1991  | Palomar                 | H. E. Holt                                             |
| 5595 Roth         | 1991 PJ      | 5 tháng 8 năm 1991   | Palomar                 | H. E. Holt                                             |
| 5596 Morbidelli   | 1991 PQ10    | 7 tháng 8 năm 1991   | Palomar                 | H. E. Holt                                             |
| 5597 Warren       | 1991 PC13    | 5 tháng 8 năm 1991   | Palomar                 | H. E. Holt                                             |
| 5598 Carlmurray   | 1991 PN18    | 8 tháng 8 năm 1991   | Palomar                 | H. E. Holt                                             |
| 5599              | 1991 SG1     | 29 tháng 9 năm 1991  | Kushiro                 | S. Ueda, H. Kaneda                                     |
| 5600              | 1991 UY      | 18 tháng 10 năm 1991 | Kushiro                 | S. Ueda, H. Kaneda                                     |